# Líquido de Fermi
Un líquido de Fermi es un término genérico para un líquido mecanocuántico de fermiones que surge bajo ciertas condiciones físicas cuando la temperatura es suficientemente baja. Las interacciones entre las partículas de un sistema de muchos cuerpos no necesitan ser pequeñas (ver, por ejemplo, los electrones en un metal). La teoría fenomenológica de los líquidos de Fermi, que fue presentada por el físico soviético Lev Davidovich Landau en 1956, explica por qué algunas de las propiedades de un sistema de fermiones que interactúan son muy similares a las de los gases de Fermi (es decir, fermiones que no interaccionan entre sí), y por qué otras propiedades son diferentes.
El Helio-3 (He3) líquido es un líquido de Fermi a temperaturas bajas (pero no lo suficientemente bajas para estar en su fase de superfluido). El He-3 es un isótopo del helio, con 2 protones, 1 neutrón y 2 electrones por átomo. Debido a que hay un número impar de fermiones dentro del átomo, el átomo en sí mismo es también un fermión. Los electrones en un metal normal (no superconductor) también forman un líquido de Fermi. 

## Semejanzas con el gas de Fermi
El líquido de Fermi es cualitativamente análogo al gas de Fermi de partículas que no interactúan, en el sentido siguiente: la dinámica y la termodinámica del sistema para energías de excitación y temperaturas bajas puede ser descrito sustituyendo los fermiones que no interactúan con las así llamadas cuasipartículas, cada una de los cuales tiene el mismo espín, carga eléctrica y momento que las partículas originales. Físicamente, estos pueden ser considerados como partículas cuyo movimiento se ve perturbado por las partículas de los alrededores y que a su vez perturban las partículas en sus proximidades. Cada estado excitado formado por muchas partículas del sistema en interacción puede ser descrito enumerando todos los estados momento ocupados, al igual que en el sistema sin interacción. Como consecuencia, magnitudes tales como la capacidad calorífica del líquido de Fermi se comportan cualitativamente de la misma manera que las del gas de Fermi (por ejemplo, la capacidad calorífica aumenta linealmente con la temperatura).

## Diferencias con el gas de Fermi
Se presentan las siguientes diferencias con el gas de Fermi de partículas sin interacción.

### Energía
La energía de un estado compuesto por muchas partículas no es una simple suma de las energías de las partículas individuales de todos los estados ocupados. En vez de eso, el cambio en la energía para un determinado cambio {\displaystyle \delta n_{k}} en la ocupación de los {\displaystyle k} estados contiene términos lineales y cuadráticos en {\displaystyle \delta n_{k}} (para el gas de Fermi, solo contendría términos lineales, {\displaystyle \delta n_{k}\epsilon _{k}}, donde {\displaystyle \epsilon _{k}} las energías de las partículas aisladas). La contribución lineal corresponde a las energías renormalizadas de las partículas aisladas, que incluyen, por ejemplo, un cambio en la masa efectiva de las partículas. Los términos cuadráticos corresponden a una especie de interacción de "campo medio" entre las cuasipartículas, que está parametrizada por los llamados parámetros del líquido de Landau Fermi y determina el comportamiento de las oscilaciones de densidad (y de las oscilaciones de densidad de espín) en el líquido de Fermi. Sin embargo, estas interacciones de campo medio no dan lugar a una dispersión de las cuasi-partículas con una transferencia de partículas entre los estados de momento diferente.

### Calor específico y compresibilidad
El calor específico, la compresibilidad, la susceptibilidad de espín y otras magnitudes muestran el mismo comportamiento cualitativo (por ejemplo, la dependencia de la temperatura) que en el gas de Fermi, pero la magnitud cambia (a veces fuertemente).

### Interacciones
Además de las interacciones de campo medio, algunas interacciones débiles entre cuasipartículas permanecen, lo que conduce a la dispersión de las cuasipartículas mutuamente. Por lo tanto, las cuasipartículas adquieren una vida limitada. Sin embargo, a bajas energías por encima de la superficie de Fermi, esta vida media se hace muy larga, de tal manera que el producto de la energía de excitación (expresada como frecuencia) por la vida media es mucho mayor que uno. En este sentido, la energía de la cuasipartícula está todavía bien definida (en el límite opuesto, el principio de incertidumbre de Heisenberg impide una definición precisa de la energía).

### Estructura
La estructura de la función de Green de la partícula "desnuda" (en oposición a la cuasipartícula) es similar a la que hay en el gas de Fermi (donde, para un momento dado, la función de Green en el espacio de frecuencias es un pico delta para la energía de la respectiva partícula aislada) . El pico delta en la densidad de estados se amplía (con una anchura dada por la vida media de la cuasipartícula). Además (y en contraste con la función de Green de la cuasipartícula), su peso (integral sobre la frecuencia) es suprimido por un factor de peso de la cuasipartícula, {\displaystyle 0<Z<1}. El resto del peso total se encuentra en una amplia base "incoherente", que corresponde a los fuertes efectos de las interacciones de los fermiones para escalas cortas de tiempo.

### Distribución
La distribución de las partículas (en oposición a las cuasipartículas) en estados de momento para T=0 sigue mostrando un salto discontinuo en la superficie de Fermi (como en el gas de Fermi), pero no baja de 1 a 0: el paso solo es del tamaño de {\displaystyle Z}.

### Resistencia
En un metal, la resistencia a bajas temperaturas, está dominada por la difusión electrón-electrón en combinación con la dispersión Umklapp. Para un líquido de Fermi, la resistencia de este mecanismo varía como {\displaystyle T^{2}}, lo cual se toma a menudo como una comprobación experimental del comportamiento del líquido de Fermi (además de la dependencia lineal del calor específico respecto de la temperatura), aunque esto solo se presenta en la combinación con la red.

### Las inestabilidades del líquido de Fermi
Una posible vía para detectar la inestabilidad de un líquido de Fermi es precisamente el análisis realizado por Pomeranchuk. Debido a eso, la inestabilidad de Pomeranchuk ha sido estudiada en los últimos años por varios autores usando diferentes técnicas y, en particular, ha sido investigada la inestabilidad del líquido de Fermi hacia la fase nemática mediante varios modelos.